# Neufmanil
Neufmanil és un municipi francès situat al departament de les Ardenes i a la regió del Gran Est. L'any 2007 tenia 1.200 habitants.

## Demografia

### Població
El 2007 la població de fet de Neufmanil era de 1.200 persones. Hi havia 480 famílies de les quals 108 eren unipersonals (40 homes vivint sols i 68 dones vivint soles), 168 parelles sense fills, 172 parelles amb fills i 32 famílies monoparentals amb fills.
La població ha evolucionat segons el següent gràfic:
Habitants censats

### Habitatges
El 2007 hi havia 508 habitatges, 486 eren l'habitatge principal de la família, 3 eren segones residències i 19 estaven desocupats. 477 eren cases i 31 eren apartaments. Dels 486 habitatges principals, 355 estaven ocupats pels seus propietaris, 115 estaven llogats i ocupats pels llogaters i 16 estaven cedits a títol gratuït; 1 tenia una cambra, 6 en tenien dues, 55 en tenien tres, 161 en tenien quatre i 263 en tenien cinc o més. 274 habitatges disposaven pel capbaix d'una plaça de pàrquing. A 202 habitatges hi havia un automòbil i a 193 n'hi havia dos o més.

### Piràmide de població
La piràmide de població per edats i sexe el 2009 era:
| Homes | Edats   | Dones |
| ----- | ------- | ----- |
| 0     | 95 o +  | 0     |
| 0     | 90 a 94 | 12    |
| 4     | 85 a 89 | 8     |
| 12    | 80 a 84 | 12    |
| 0     | 75 a 79 | 24    |
| 16    | 70 a 74 | 24    |
| 28    | 65 a 69 | 20    |
| 24    | 60 a 64 | 20    |
| 44    | 55 a 59 | 36    |
| 56    | 50 a 54 | 44    |
| 44    | 45 a 49 | 56    |
| 44    | 40 a 44 | 36    |
| 40    | 35 a 39 | 36    |
| 56    | 30 a 34 | 44    |
| 40    | 25 a 29 | 60    |
| 28    | 20 a 24 | 32    |
| 52    | 15 a 19 | 32    |
| 40    | 10 a 14 | 56    |
| 40    | 5 a 9   | 16    |
| 24    | 0 a 4   | 40    |

## Economia
El 2007 la població en edat de treballar era de 798 persones, 579 eren actives i 219 eren inactives. De les 579 persones actives 504 estaven ocupades (282 homes i 222 dones) i 75 estaven aturades (36 homes i 39 dones). De les 219 persones inactives 73 estaven jubilades, 58 estaven estudiant i 88 estaven classificades com a «altres inactius».

### Ingressos
El 2009 a Neufmanil hi havia 475 unitats fiscals que integraven 1.163,5 persones, la mediana anual d'ingressos fiscals per persona era de 16.465 €.

### Activitats econòmiques
Dels 38  establiments que hi havia el 2007, 3 eren d'empreses alimentàries, 6 d'empreses de fabricació d'altres productes industrials, 5 d'empreses de construcció, 10 d'empreses de comerç i reparació d'automòbils, 1 d'una empresa de transport, 2 d'empreses d'hostatgeria i restauració, 1 d'una empresa immobiliària, 1 d'una empresa de serveis, 5 d'entitats de l'administració pública i 4 d'empreses classificades com a «altres activitats de serveis».
Dels 12 establiments de servei als particulars que hi havia el 2009, 1 era una oficina de correu, 2 tallers de reparació d'automòbils i de material agrícola, 2 paletes, 1 lampisteria, 2 electricistes, 2 perruqueries i 2 restaurants.
Dels 5 establiments comercials que hi havia el 2009, 1 era una botiga de més de 120 m², 2 fleques, 1 una fleca i 1 una peixateria.
L'any 2000 a Neufmanil hi havia 4 explotacions agrícoles.

## Equipaments sanitaris i escolars
El 2009 hi havia una escola elemental.

## Poblacions més properes
El següent diagrama mostra les poblacions més properes.